# 国鉄レサ1形貨車
国鉄レサ1形貨車（こくてつレサ1がたかしゃ）は、1949年（昭和24年）に改造で登場した日本国有鉄道（国鉄）の貨車（冷蔵車）である。1形式1両の珍しい車両であった。

## 概要
レサ1形となった車両は、もともとは1940年（昭和15年）3月に日本車輌で製作されたワキ1形のワキ288であった。この車両は戦後、大宮工機部で1947年（昭和22年）6月に改造されてホミ861（軍番号 2726、軍名称 CENTRAL FALLS）となった。これは、連合国軍向けの売店列車に使用する冷蔵車としたものである。
売店列車は、列車に衣料品や食料品などを搭載して地方に駐屯している部隊を巡回し、現地でしばらく停車して売店を開くというものであった。このために様々な改造車両が用いられているが、その中で食品冷蔵車としてホミ861が用いられていた。扱い上は客車であったが、実際には完全な冷蔵車であった。
使用期間は短く国鉄にすぐに返還され、1949年（昭和24年）8月に大井工場で再改造された。元ワキ1形の連合軍専用客車は返還後は大半の車がワキ1形への復元改造を行っているが、この車両については冷蔵設備を生かすためにレサ1形となった。
荷重は22tで、レ10000形よりわずかに早く登場した、国鉄最初の外板が鋼製の冷蔵車であった。断熱材は岩綿板である。天井氷槽式で、7個の氷槽を持っていた。
大型の車両であるためレキ1形と同様にあまり利用されることはなかった。1962年（昭和37年）6月15日に廃車となった。